# چه شریرند مردان!
چه شریرند مردان! (ایتالیایی: Gli uomini, che mascalzoni!) یک فیلم کمدی ایتالیایی به کارگردانی گلائوکو پلگرینی است که در سال ۱۹۳۲ منتشر شد.

## بازیگران
- والتر کیاری
- آنتونلا لوالدی
- میریام برو
- ماری گلوری
- یونه سالیناس
- سیلویو باگلینی
- پائولا بوربونی
- رناتو سالواتوری
- لولا براچینی
- ویلما آریس